# St. Margaretha (Heroldsberg)

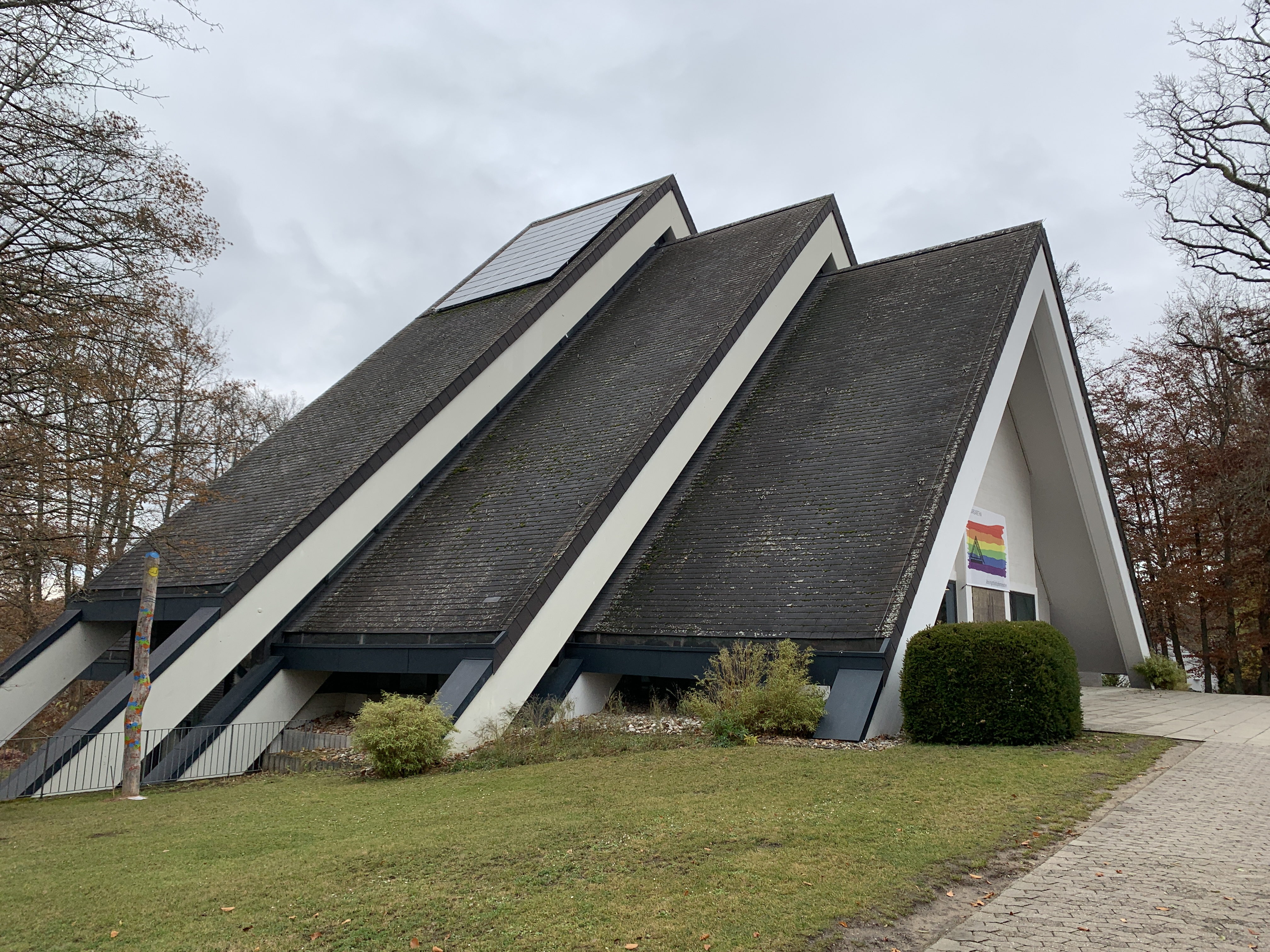
Seitenansicht der Kirche St. Margaretha

Die römisch-katholische Kirche St. Margaretha ist eine vom Architekten Walter Mayer entworfene Nurdachkirche in der mittelfränkischen Marktgemeinde Heroldsberg.

## Geschichte der Gemeinde
Nach der Reformation war Heroldsberg bis in die 1920er Jahre überwiegend evangelisch geprägt. Mit dem Wachstum der Marktgemeinde wuchs auch die Anzahl der katholischen Einwohner, so dass in den 1930er Jahren der Entschluss gefasst wurde, eine katholische Filialkirche zu errichten. Der Architekt Fritz Mayer fertigte im September 1933 die ersten Pläne. Die endgültige Planfassung wurde am 3. August 1934 genehmigt. Die Konsekration der Kirche folgte am 12. Mai 1935 durch den Erzbischof von Bamberg Jakobus von Hauck auf den Namen St. Margaretha. Der schlichte Bau war eine Saalkirche mit einem Langhaus und einem eingezogenen Chorturm, jeweils mit Satteldächern.
Nach Ende des Zweiten Weltkrieges erlebte Heroldsberg durch den Zuzug von rund 1700 Heimatvertriebenen einen starken Bevölkerungsanstieg. Ab 1948 war die Lesung von zwei Messen am Sonntag im kleinen Kirchenbau nötig. Kaplan Johannes Mainusch warb für einen Kirchenneubau, da die Gemeinde auf ca. 1800 Mitglieder angewachsen war. 1970 wurde St. Margaretha zur Pfarrei erhoben. Am 4. Oktober 1970 wurde durch Domkapitular Franz Mizera der Grundstein für den Neubau gelegt, 1972 wurde dieser sowie der angrenzende Kindergartenbau eingeweiht. Die alte Kirche wurde profaniert und zu einer Altentagesstätte umgebaut.
Von 2008 bis 2009 wurde der Kindergarten saniert und erweitert. Mitte 2010 wurden ersten Überlegungen für eine Umgestaltung und Renovierung angestellt und im Jahr 2012 der Umbau auf Grundlage der Planung des Nürnberger Architekten Günther Dechant begonnen. Am 23. November 2013 fand die Altarweihe durch Erzbischof Ludwig Schick statt. Seit dem Jahr 2009 organisiert die Gemeinde einen alljährlichen Bücherbasar, bei dem in 15 Jahren über 23.000 Euro für gemeinnützige Zwecke gesammelt werden konnten.

## Architektur und Bau
Der Zeltdachbau mit seinen drei ineinandergeschobenen Baukörpern, die auf die Dreifaltigkeit Gottes verweisen, geht auf den Entwurf des Architekten Walter Mayer, Sohn von Fritz Mayer, zurück. 
Die Kirche verfügt über einen großen Kirchenraum mit einem zentral platzierten Altar sowie separaten Räumen und offen gestalteten Nischen für Sakristei, Kapelle, Taufbecken und Andachtsraum unter dem dreigliedrigen Zeltdach. In der neu gestalteten Pfarrkirche sind Reliquien von Verekunda, Bonosius und Philipp Neri untergebracht.

## Galerie

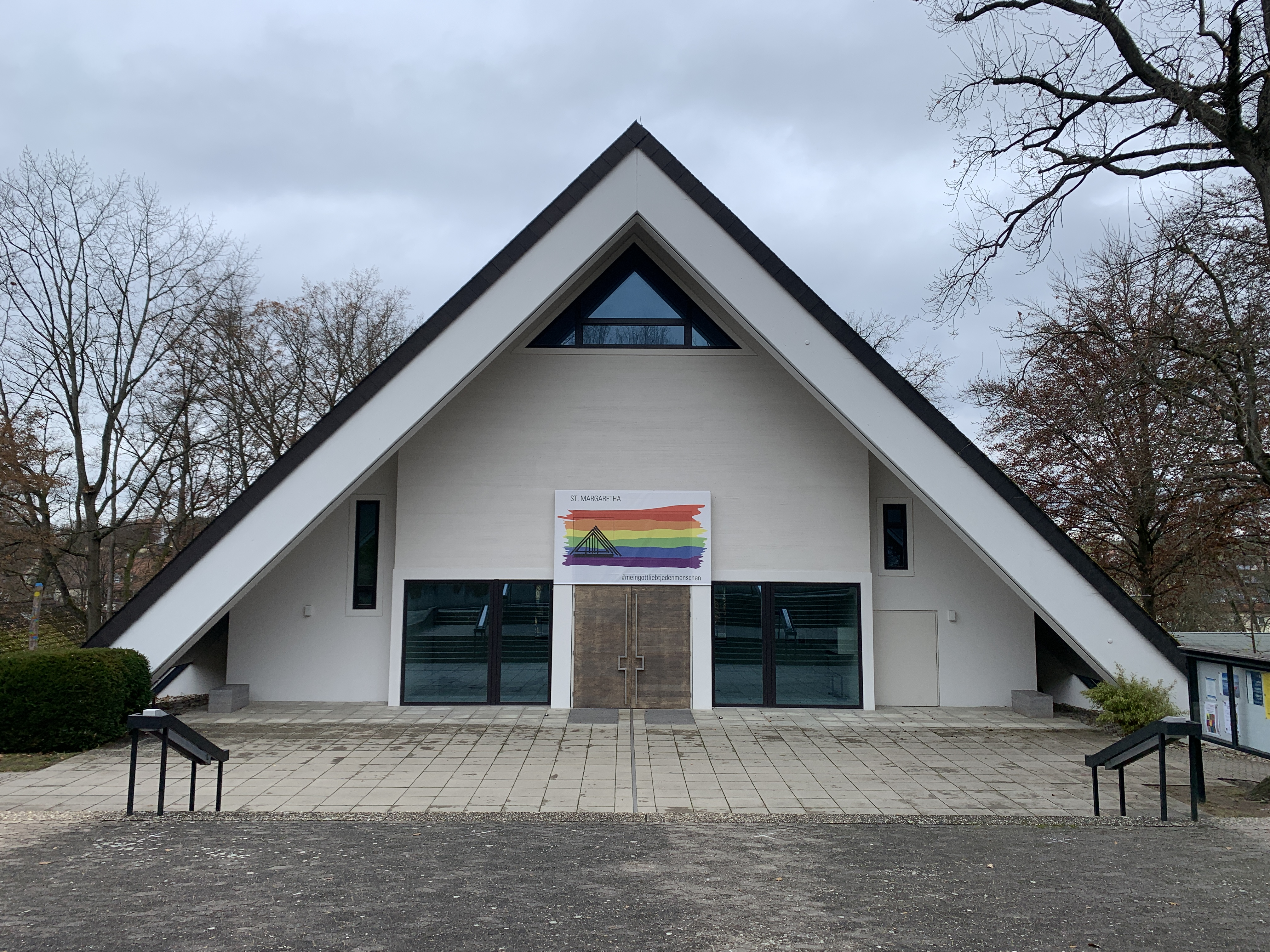
Frontansicht (nach Umbau)
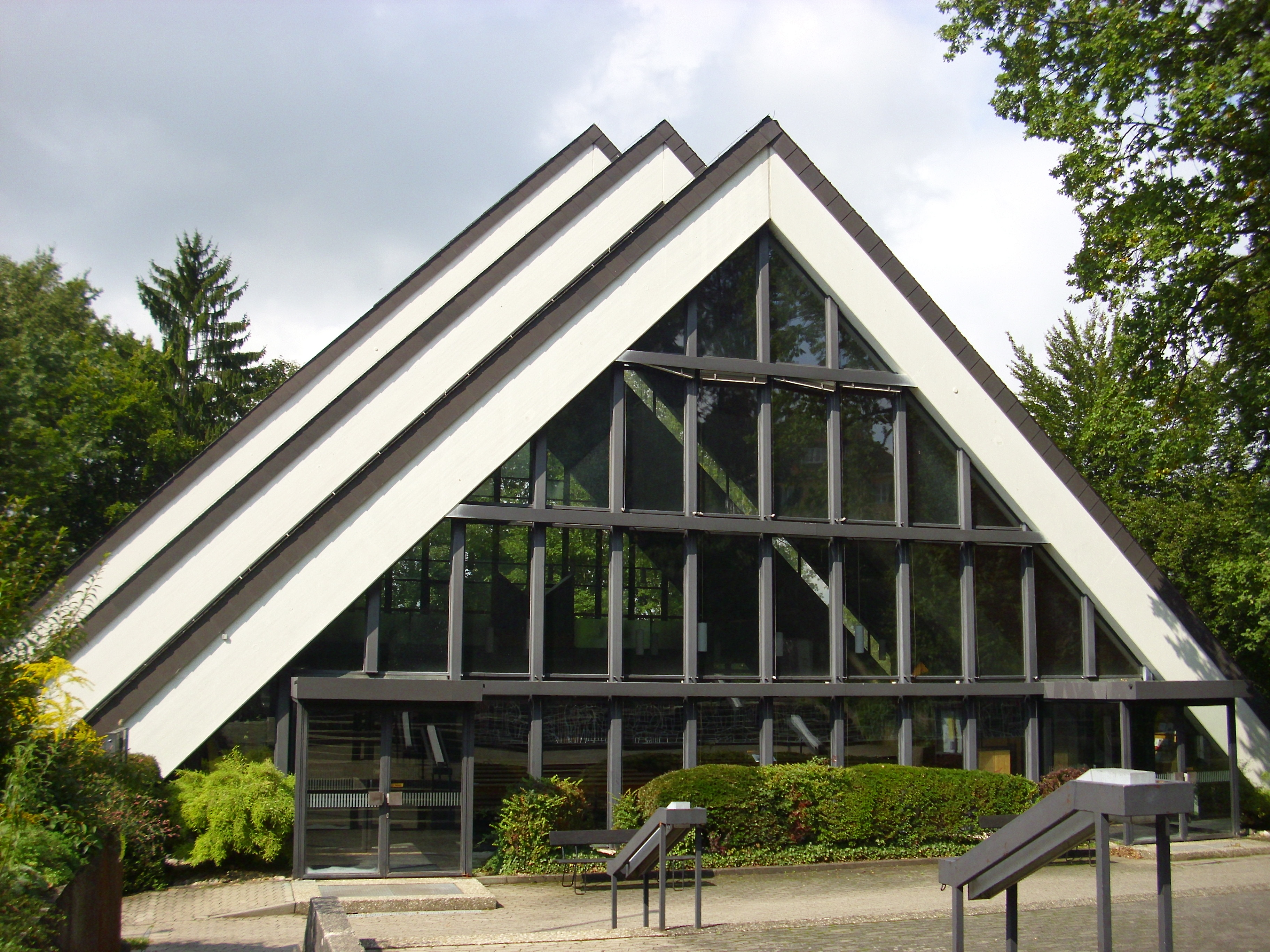
Frontansicht (vor Umbau)
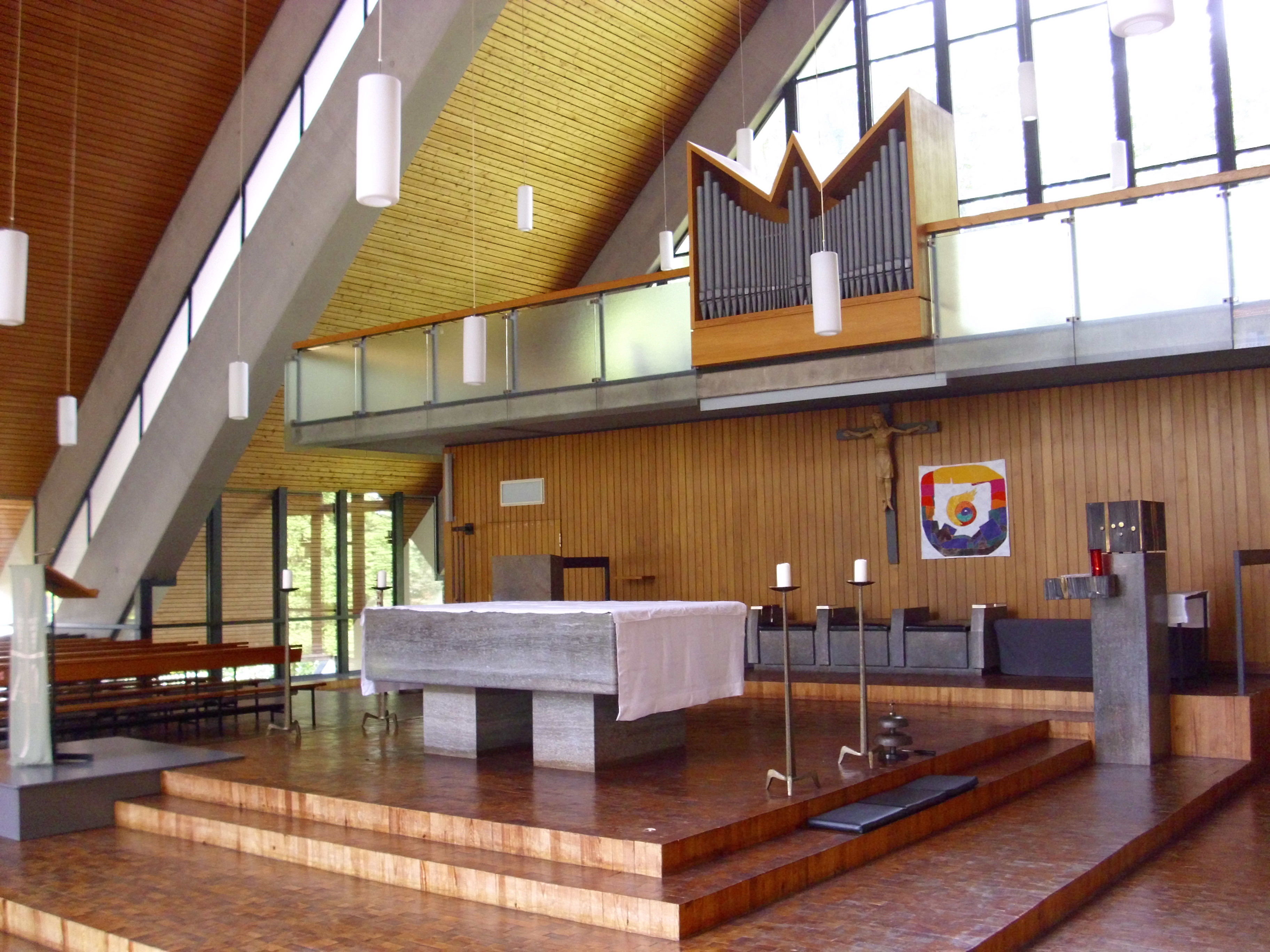
Innenraum (vor Umbau)
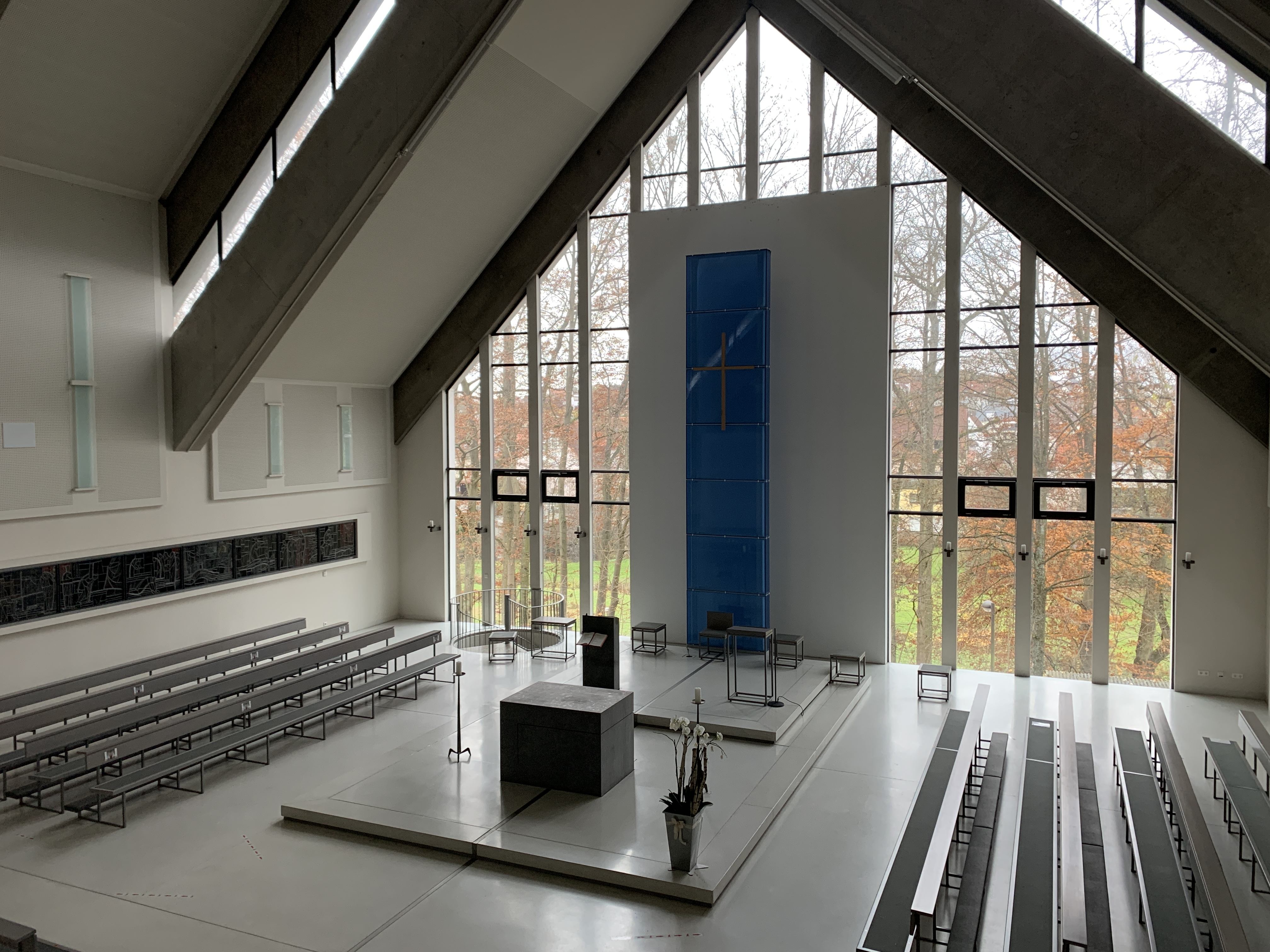
Innenraum (nach Umbau)
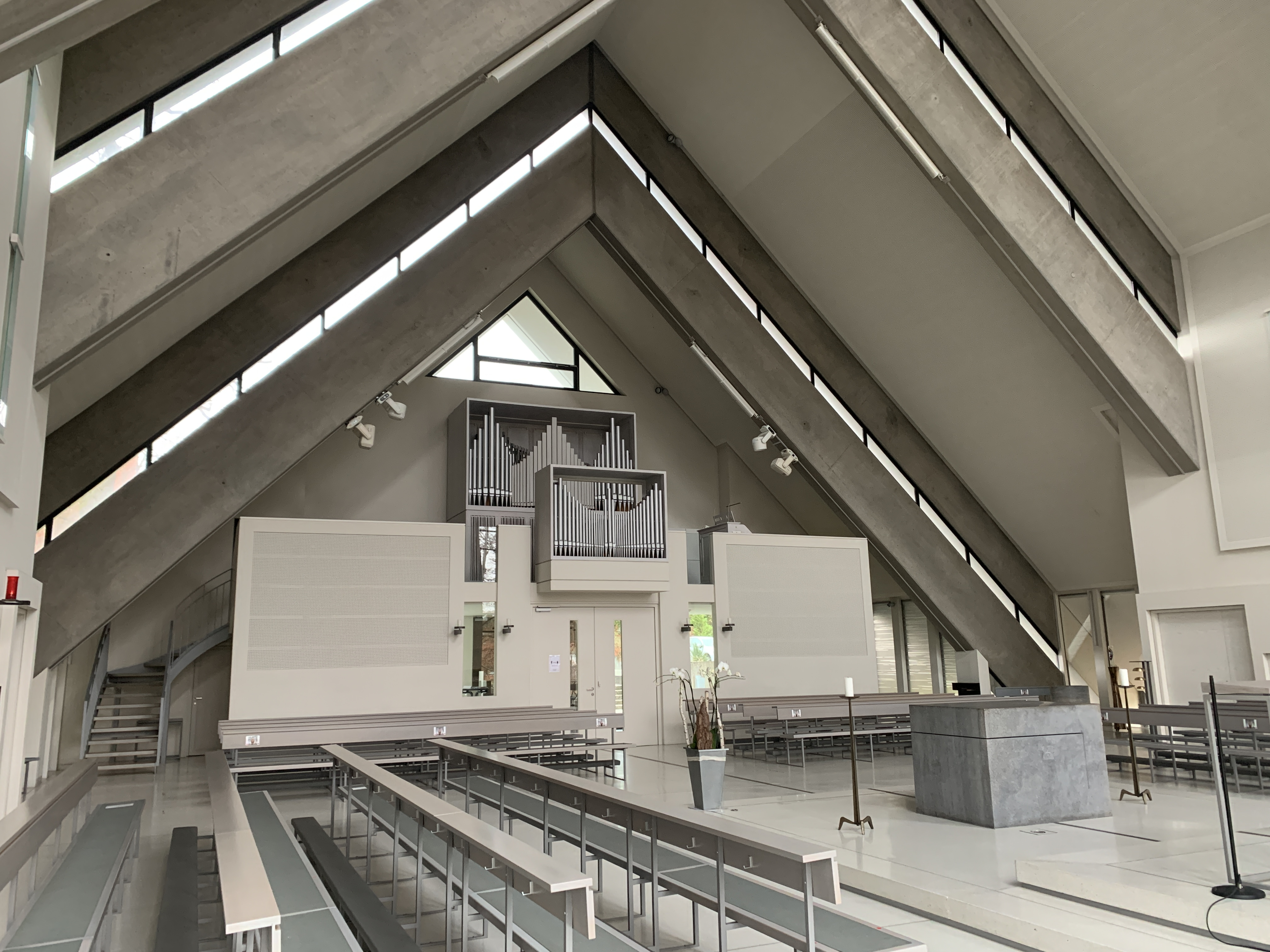
Innensicht Orgelempore (nach Umbau)
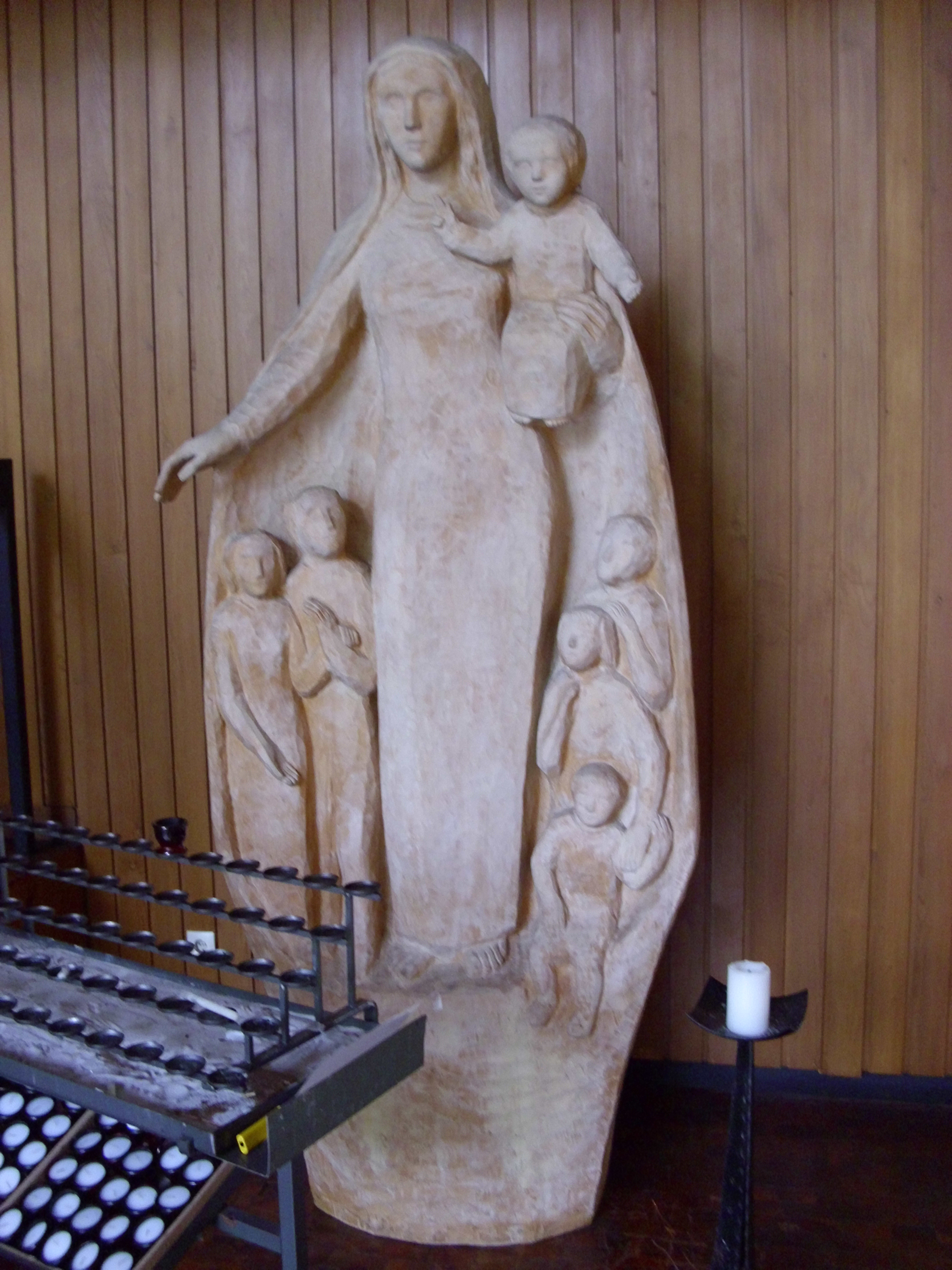
Schutzmantelmaria